# Eric Odevall
Eric Osvald Odevall, född den 14 januari 1917 i Växjö, död den 21 augusti 2001 i Eksjö, var en svensk jurist.
Odevall avlade studentexamen i Växjö 1936 och juris kandidatexamen vid Stockholms högskola 1942. Han genomförde tingstjänstgöring i Östra Värends och Marks domsagor 1942–1945, började tjänstgöra i Svea hovrätt 1945, blev extra fiskal där 1946, var tingssekreterare i Nora rådhusrätt 1948–1950, extra tingsdomare i Torneå domsaga 1950, adjungerad ledamot i Svea hovrätt 1951, extra ordinarie assessor i Svea hovrätt 1952, tingsdomare i Torneå domsaga 1953–1958 och tillförordnad revisionssekreterare 1958–1959. Odevall var häradshövding i Torneå domsaga 1959–1968, i Norra och Södra Vedbo domsaga 1968–1970 och lagman i Eksjö tingsrätt 1971–1983. Han var aktiv i kommunpolitiken såväl under tiden i Norrbotten i egenskap av ledamot av stadsfullmäktige och drätselkammaren i Haparanda som senare egenskap av ledamot av kommunfullmäktige och kommunstyrelsen i Eksjö 1971–1985. Odevall blev riddare av Nordstjärneorden 1957 och kommendör av samma orden 1971. Han vilar på Nya kyrkogården Sankt Lars i Eksjö.